# 陈佩华
陈佩华（1949年—2017年4月28日），香港女性电影监制。

## 生平
她曾在无线电视任艺员经理，也为刘德华管理过电影公司。她监制的知名作品包括《鬼打鬼》、《表姐，你好嘢！》、《九一神雕侠侣》、《东邪西毒》、《重庆森林》、《桃姐》、《失孤》、《特工爷爷》、《拆弹专家》等。2017年4月28日，因淋巴癌病发在九龍城逝世。

## 外部連結
- 陈佩华在香港影庫上的簡介